# Maura Morales
Maura Morales (* 1973 in Kuba) ist eine kubanische Choreografin und Tänzerin. Die von ihr und Michio Woirgardt gegründete Cooperativa Maura Morales ist in Düsseldorf ansässig.

## Werdegang
Nach einer Ausbildung in klassischem Ballett, Modern Dance, Choreographie, Schauspiel und Folklore an der Staatlichen Kunsthochschule Camaguey (Kuba) erhielt Maura Morales ab 1991 Engagements in Staatstheatern des Ballet Nacional de Havana und Ballet de Santiago de Cuba sowie beim Ballet el Sodre in Montevideo und bei der experimentellen Theatergruppe Teatro del Espacio Interior Camagüey. Im Jahr 1996 wurde sie mit dem Teatro de la Danza de Cuba zu Gastspielen bei den Wiener Festwochen eingeladen, es folgten Tourneen durch Österreich. In der Folgezeit war sie unter anderem am Odeon-Theater in Wien (1997–1999), am Theater Basel (2000), dem Staatstheater Oldenburg (2001–2004) und dem Staatstheater Darmstadt (2005–2007) engagiert. Auch als Solotänzerin und Performerin ist sie international erfolgreich.
Ihr erstes abendfüllendes eigenes Stück präsentierte Maura Morales 2008 unter dem Titel „Was wäre wenn“. In der Folgezeit schuf sie zahlreiche weitere Stücke. Zusammen mit ihrem Partner Michio gründete sie 2010 die Cooperativa Mauro Morales.

## Auszeichnungen (Auswahl)
- Publikumspreis für das beste Tanzsolo beim Internationalen Zeitgenössischen Tanzfestival Masdanza, Maspalomas 2010.
- Erster Preis beim Internationalen Tanzwettbewerb Hannover 2010 für das Duo „Suits“ mit Felix Landerer.
- Publikumspreis für das Stück „Ella“ beim Festival „638 Kilo Tanz“ in Essen 2011.
- Kurt-Jooss-Preis 2013.